# Medosavka masková
Medosavka masková (Caligavis chrysops) je středně velký druh kystráčkovitého ptáka obývající východní a jihovýchodní Austrálii. Vyhledává především lesy v okolí vodních toků a podhorské oblasti. Druhové jméno odkazuje na žluto-černou masku na obličeji dospělých jedinců, zatímco rodové jméno odkazuje na stravu těchto ptáků, kteří se živí i květovým nektarem. Krom toho ale žerou také mouchy, pavouky a brouky. Při jejich lovu užívají i paběrkování, kdy pták stojí či skáče a při tom lapá nehybný hmyz usazený na větvích. Zpívat začínají krátce před východem slunce, asi dvacet až třicet minut, a to velmi hlasitě.
Skupiny mohou být jak stálé, tak migrující: ty během března až května migrují do jižního Queenslandu. Během července a srpna se pak přesouvají do Victorie nebo Nového Jižního Walesu. Žijí monogamně a samice do hnízd miskovitého tvaru snášejí dvě až tři vejce.
Medosavky maskové ohrožuje především ztráta přirozeného životního prostředí a nahrazení jejich potravních rostlin plevelem, přesto se stále dle Mezinárodního svazu ochrany přírody (IUCN) jedná o málo dotčený druh. V některých oblastech, například sadech, jsou považovány za škůdce, protože se živí na ovoci.

## Taxonomie

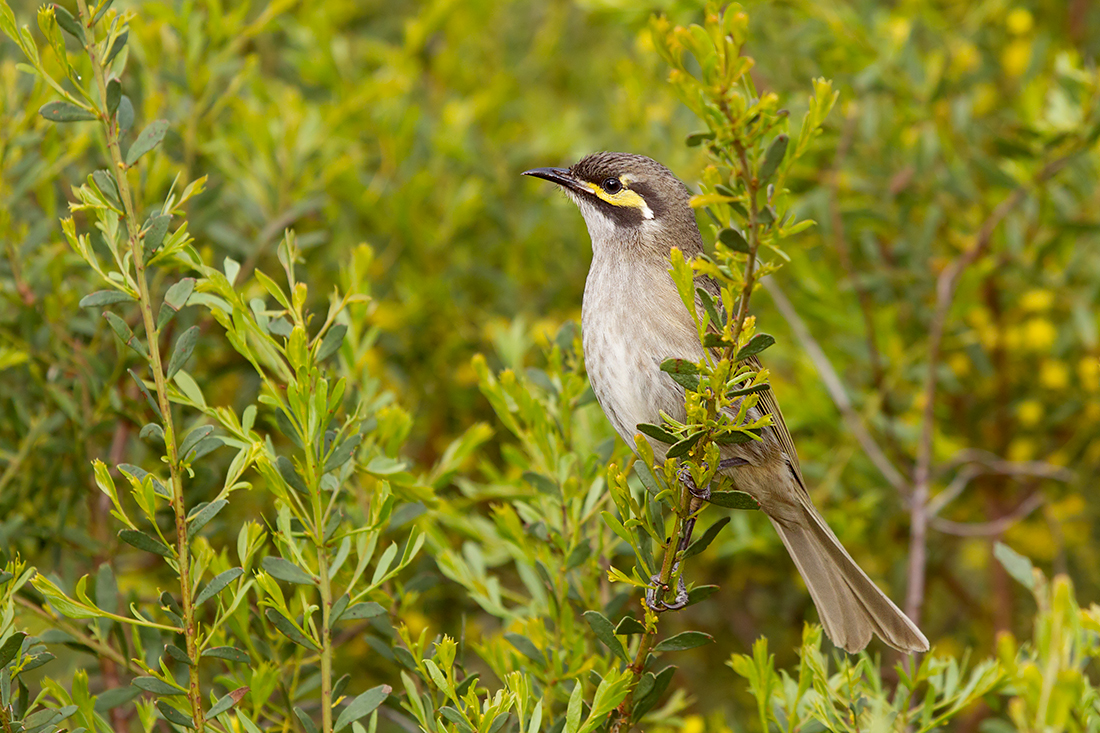
Dospělý jedinec

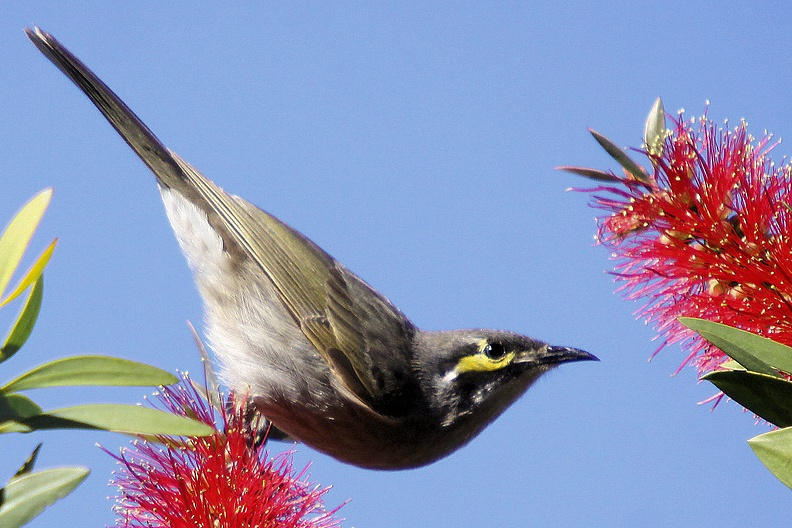
Dospělý jedinec na štětkovci

První zástupce byl odchycen v květnu 1788 lodním chirurgem a botanikem Johnem Whitem († 1832), samotný druh medosavka masková byl ale poprvé popsán Johnem Lathamem až roku 1801 v jeho díle Supplementum Indicis Ornithologici, sive Systematis Ornithologiae. Ten zařadil druh mezi pěnice (Sylvia) a pojmenoval ho black-cheeked warbler, volně přeloženo jako pěnice černolící. Současný anglický název yellow-faced honeyeater dostal druh až díky Johnu Gouldovi roku 1848. Roku 1817 francouzský ornitolog Louis Jean Pierre Vieillot druh pojmenoval Melithreptus gilvicapillus, zatímco v roce 1869 jej anglický ornitolog George Robert Gray popsal jako Ptilotis trivirgata. Zařazení bylo sporné a medosavka masková se nejprve řadila do rodu Meliphaga, později do rodu Lichenostomus. Až na základě nukleotidů bylo v roce 2011 zjištěno, že zástupci rodu Lichenostomus nejsou medosavkám maskovým příbuzní, tedy nejsou monofyletičtí. Díky testům mitochondriální DNA bylo odhaleno, že medosavky maskové jsou příbuzné se dvěma zástupci rodu Caligavis: s medosavkou černohrdlou (Caligavis subfrenata) a medosavkou žlutavohrdlou (Caligavis obscura). Na základě této příbuznosti pak byla do tohoto rodu zařazena i medosavka masková. Původně měl tento rod zástupců pět, nicméně druhy medosavka uzdičková (Bolemoreus frenatus) a medosavka eungellská (Bolemoreus hindwoodi) se projevily jako značně odlišné a byly tak zařazeny do samostatného rodu Bolemoreus. Roku 2017 pak byla provedena další studie mitochondriální DNA, která určila, že doba, kdy se předci medosavek maskových oddělili od předků medosavek uzdičkových a eungellských, je asi sedm milionů let.
Jsou popsány tři poddruhy: nominátní a další dva, Caligavis chrysops samueli a Caligavis chrysops barroni, které Gregory Mathews popsal roku 1912. Mezi jednotlivými subspeciemi jsou jen malé rozdíly, jedná se hlavně o rozdílnost v obývaných oblastech: Caligavis chrysops samueli žije v jižní Austrálii, především v pohoří Mount Lofty Ranges, a Caligavis chrysops barroni v Queenslandu. Druhý jmenovaný poddruh je ale dle Handbook of the Birds of the World špatně definovatelný i rozpoznatelný a podle této obsáhlé encyklopedie ani není hoden uznání.
Současný druhový název chrysops pochází ze starořečtiny a značí „zlatý obličej“, což odkazuje na výraznou obličejovou masku těchto ptáků.

## Výskyt
Medosavka masková žije v Austrálii v pásu táhnoucím se od severní části Queensladu až po jižní Austrálii. Jedná se především o oblast do pěti set kilometrů od pobřeží. V zimních měsících – červnu a červenci – jsou početnější populace v Queenslandu a ve Victorii naopak řidší. Tento stav je způsoben především migrací ptáků směrem na sever.
V rámci celého jejich areálu rozšíření obývají medosavky maskové především řídké a suché lesy v podhorských oblastech nebo například lesy v blízkosti pobřeží a mokřadů. Vyhledávají lesy se stromy Corymbia maculata a některými druhy blahovičníků. Méně často pak obývají suché otevřené lesy. Medosavky maskové byly též zaznamenány na plochách zamořených ostružinami, v zahradách a parcích, kde se živí pěstovanou zeleninou a ovocem. Krom toho je ale lze vidět i ve vyhořelých lesích, které teprve dorůstají.

### Migrace

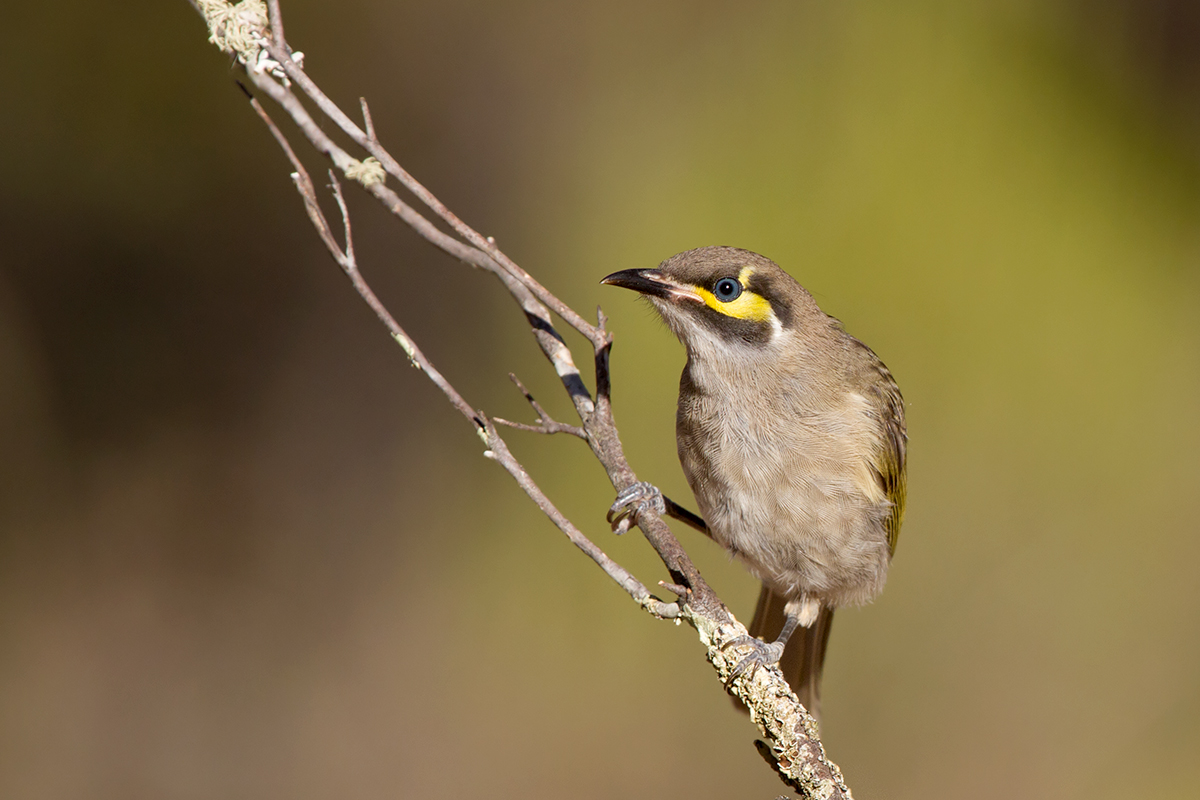
Dospělý ve Victorii

Populace medosavek maskových mohou být jak stálé, tak migrující, přičemž nestálé populace převažují. Během podzimu, který je v Austrálii od března do května, migrují severním směrem na jih Queenslandu. Na jih se pak vracejí během srpna až října. Většinou se jedná o hejna čítající mezi deseti až stovkou ptáků, ptáci ale mohou tvořit daleko větší hejna i s jinými druhy: kystráčky blahovičníkovitými (Melithreptus lunatus), medosavkami šedohnědými (Ptilotula fusca), medosavkami zlatohrdlými (Lichenostomus melanops) nebo medosavkami linduškovitými (Gliciphila melanops). V květnu 1965 bylo v Hastings (předměstí Melbourne) za jeden den zaznamenáno více než 100 000 jedinců. Ti mířili směrem k Novému Jižnímu Walesu. Při orientaci v prostoru pomáhá medosavkám maskovým magnetické pole Země. Experimenty provedené Ursulou Mumro a Roswithou Wiltschko již v roce 1993 prokázaly, že vnitřní kompas medosavek maskových je založen na sklonu siločar, nikoliv na polaritě, což znamená, že při přesunu nejde o to, že se pohybují ze severu na jih, ale mezi rovníkem a pólem. Při samotné migraci hejno necestuje přímo, ale vyhýbá se hustě zalidněným oblastem a naopak zůstává v zalesněných místech.
Migrace většího počtu ptáků v rámci Austrálie je obvykle způsobena střídáním dešťových a suchých období a s tím s spojenou změnou množství dostupné potravy, u medosavek maskových je však přesun způsoben více podněty. Jde například o migrační neklid a sezónní změny prostředí.

## Popis
Medosavka masková je středně velký, šedohnědý pták. Tělo dospělého jedince měří mezi 15 až 17,5 cm, zatímco rozpětí křídel se pohybuje od 21,5 do 26 cm. Hmotnost kolísá od 12,5 až do 20,5 g, přičemž průměr bývá 17 g. Jméno masková je odvozeno od typické žluté masky na obličeji. Jedná se o širší pruh táhnoucí se od zobáku až za oči, u nichž se rozšiřuje. Pod a především nad žlutou maskou se navíc táhne i černý a bílý proužek. Na hrdle a hrudníku mají medosavky maskové hnědé až šedé pruhy, jejichž barva směrem dolů světlá. Břicho je světle šedé, záda šedavě až olivově hnědá. Zobák je černý, mírně zahnutý dolů, koutky krémové. Nohy jsou šedé nebo hnědé, podobně jako chodidla. Duhovky dospělých ptáků mají tmavě modrou barvu, u mladých jsou hnědé. Mladí jsou obecně podobní dospělcům, na hrdle mají pruhy méně výrazné, špičku zobáku mají oranžovou a koutky žluté. Mezi samci a samicemi medosavek maskových nejsou prakticky žádné rozdíly, avšak samečci bývají těžší, než jejich protějšky. Jednotlivé poddruhy taktéž nelze rozeznat.

## Chování

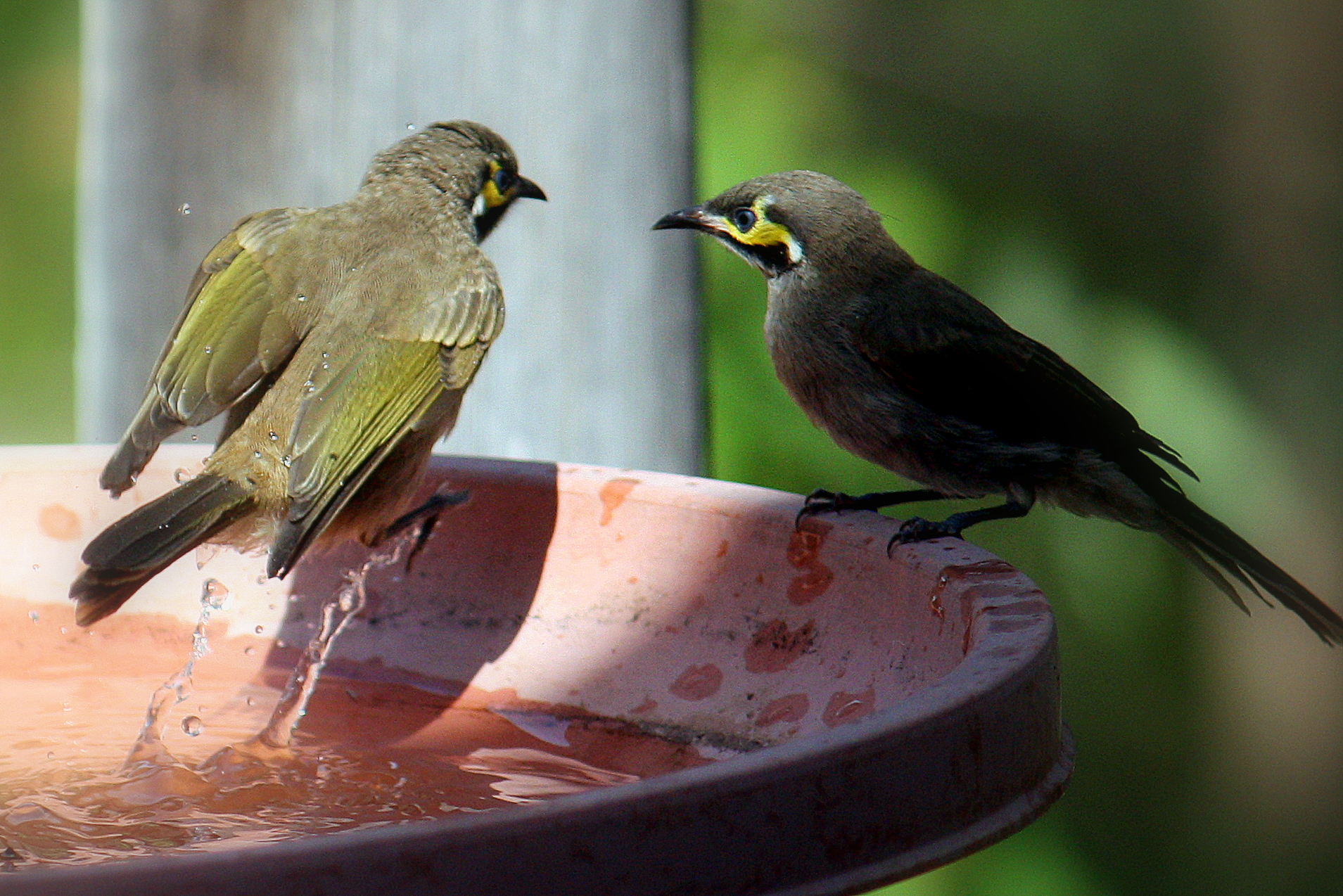
Pár medosavek maskových v Novém Jižním Walesu

Medosavky maskové obvykle žijí v párech, malých skupinkách nebo jednotlivě, výjimku tvoří pouze migrace, kdy se ptáci srocují. Potravu shánějí především samostatně, ale na krátkou dobu mohou vytvořit až desetičlennou skupinu nejen s jedinci stejného druhu i s jinými hmyzožravými ptáky. Jsou aktivní během dne.

### Potrava a lov
Zobák medosavek maskových je oproti jiným druhům medosavek kratší: pravděpodobně proto, že se přizpůsobil specifickému jídelníčku, který se skládá z různých typů potravy. Jedná se o nektar, pyl, různé druhy ovoce, semena, medovici a hmyz. Jídelníček medosavek maskových se ale také musí přizpůsobit ročnímu období, protože během roku se například mění dostupnost nektaru: zatímco v zimních a jarních měsících je hojný, v létě a na podzim je ho méně. Záleží i na počasí: během suchých roků je nektaru méně. V dubnu a květnu se tělesná hmotnost ptáků zvyšuje přibližně o 13 %, jelikož se připravují na migraci. Svoji potravu hledají především v korunách stromů, méně často pak na větvích a jen zřídka na zemi. Během hledání potravy stráví asi 40 % času při shánění nektaru, zbylých 60 % na lovu hmyzu. Nektar získávají především z různých druhů banksií nebo z blahovičníků, jedná se například o druhy Eucalyptus fasciculosa, Eucalyptus incrassata, Eucalyptus odorata, Eucalyptus leucoxylon nebo Eucalyptus cosmophylla. Při lovu hmyzu často užívají paběrkování, kdy stojí či skáčou a při tom lapají kořist usazenou na větvích. Krom toho jsou schopné i chytat potravu za letu. Vybírají si především dvoukřídlé, brouky nebo pavouky.

### Hnízdění

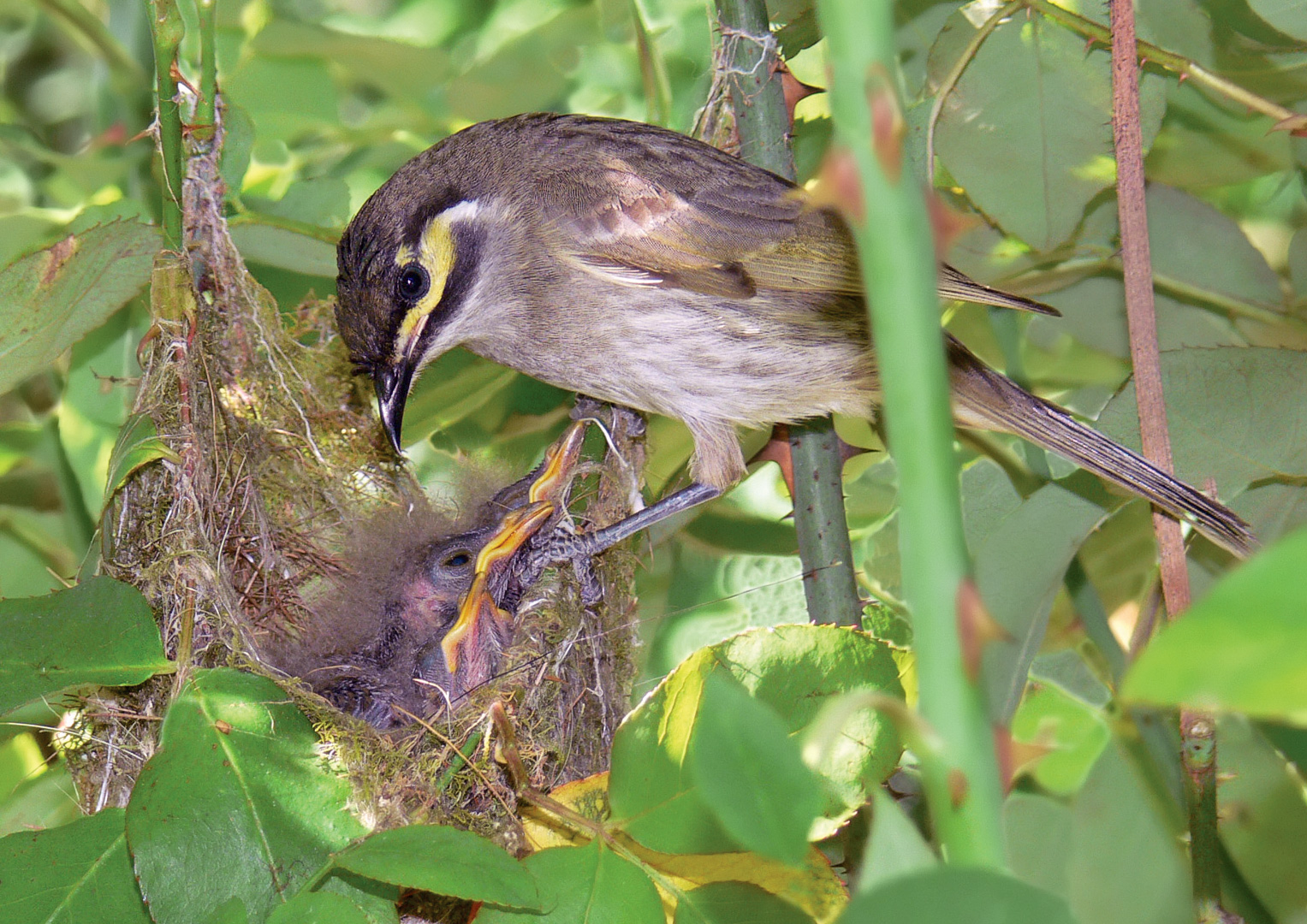
Medosavka masková krmící mladé

Období rozmnožování u medosavek maskových probíhá od července do března. Během tohoto období se tvoří monogamní páry, které ale nejsou striktní: bylo zjištěno, že celkem deset ptáčat z osmnácti je opravdu potomkem samečka a samičky z jednoho páru, zbylých osm naopak není. Migrující populace běžně hnízdí později, než stálé populace. Páry si hnízdo staví na vlastním území, které si chrání před jinými ptáky, jak těmi vlastního druhu, tak jinými. Hnízdo většinou chrání hlavně sameček, ale podílí se i samička. Jedno teritorium si pár může držet až po dobu pěti let. Po první snůšce, ať už byla úspěšná nebo ne, zasedne samička znovu a během roku tak může zasednout i dvakrát nebo třikrát.
Hnízda staví v keřích blízko u země. Byla dokumentována na rostlinách Coprosma quadrifida, různých druzích kasinií, kajeputů, eukalyptů a akácií. Samotné hnízdo bývá křehké konstrukce a šálkovitého tvaru. Na horních okrajích je úzké, naopak po stranách široké. Právě úzké stěny způsobují, že hnízda se mohou rozpadnout nebo snůška propadne. Staví ho především samička, ale sameček také může pomáhat při shánění materiálu. Materiál, ze kterého je hnízdo postaveno, se mění v závislosti na umístění: v pobřežních oblastech je hlavní složkou tráva, ve výše položených místech je to mech. Avšak byl zaznamenán i jedinec, který do stavby hnízda použil delší chlupy koaly, které vytrhával za ušima.
Vejce měří přibližně 21 mm na délku, 14 mm na šířku, mají bílou až narůžovělou barvu a tmavé skvrny. Sedí na nich pouze samička. Velikost snůšky se pohybuje od jednoho do tří vajec, která se vylíhnou během dvou týdnů od nakladení. O krmení se starají oba rodiče. Po třinácti dnech od vylíhnutí se ptáčata opeří a za další dva týdny opustí hnízdo natrvalo. Úmrtnost v nízkém věku je vysoká: úspěšnost přežití může klesnout až k 16 %. Důvody bývají různé: silný déšť, velké horko, propadnutí nebo jiné poničení hnízda a predátoři, jako jsou kočky, pakobry nebo flétňáci: konkrétně flétňák bělořitý (Strepera versicolor), tasmánský (Strepera fuliginosa) a stračí (Strepera graculina). Roli v přežití mladých hraje i hnízdní parazitismus, kterého se na hnízdech medosavek maskových dopouštějí například kukačky východoaustralské (Cacomantis flabelliformis), bronzové (Chrysococcyx basalis), pokřovní (Cacomantis variolosus), australské (Cacomantis pallidus) a kukačky nádherné (Chrysococcyx lucidus). Podle studie provedené v roce 2003 bylo 74,5 % ze 106 zničených snůšek zdevastováno predací. Následně byla v rámci studie viděna pouze 4,4 % (pět samečků a jedna samička) z původního počtu ptáčat.

### Zpěv
Medosavky maskové zpívají brzy ráno, a to velmi hlasitě. Samci začínají zpívat asi třicet minut před východem Slunce a zpívají až hodinu. Jejich zpěv je souhra radostných tónů čik-ap, čik-ap. Jedinci mezi sebou navíc zpěv napodobují. Samci zpívají i z teritoriálních účelů, tedy za účelem udržení si svého území – v tomto případě se jedná o stoupající a protahované tóny prít. Při hrozícím nebezpečí pak spustí krátké trylkové hvízdání.

## Populace
Populaci medosavek maskových ovlivňují některé druhy ektoparazitů, kteří mají vliv jak na reprodukci, tak na samotný život: jedná se o druhy nosočmelík medosavčí (Ptilonyssus meliphagae), Ptilonyssus thymanzae a zástupce rodu Ixodes (klíště).
Medosavkám maskovým přísluší dle Mezinárodního svazu ochrany přírody (IUCN) status málo dotčený (LC).
Obecně platí, že pro svůj život potřebují rozsáhlé biokoridory se vzrostlými stromy a také kvetoucí rostliny, a to i při migračních cestách. Proto jejich populaci ohrožuje především ničení jejich přirozeného prostředí, od zaplevelení až po lidskou činnost, jako je zakládání pastvin a polí. Zároveň je ale obývaná oblast větší než 20 000 km², odhaduje se dokonce na 2 890 000 km², a pokles není dostatečně rychlý na to, aby to byl důvod ke chránění těchto ptáků.
V některých oblastech jsou medosavky maskové považovány za škůdce, kteří ničí sady a městské parky.